# Maksymilian Miaskowski
Maksymilian Miaskowski herbu Bończa II (zm. przed 9 czerwca 1671 roku) – kasztelan krzywiński w latach 1655–1670.
W 1655 roku w czasie potopu szwedzkiego podpisał kapitulację pod Ujściem szlachty województw województwa poznańskiego i kaliskiego.